# ازدواج دسته‌جمعی شوش

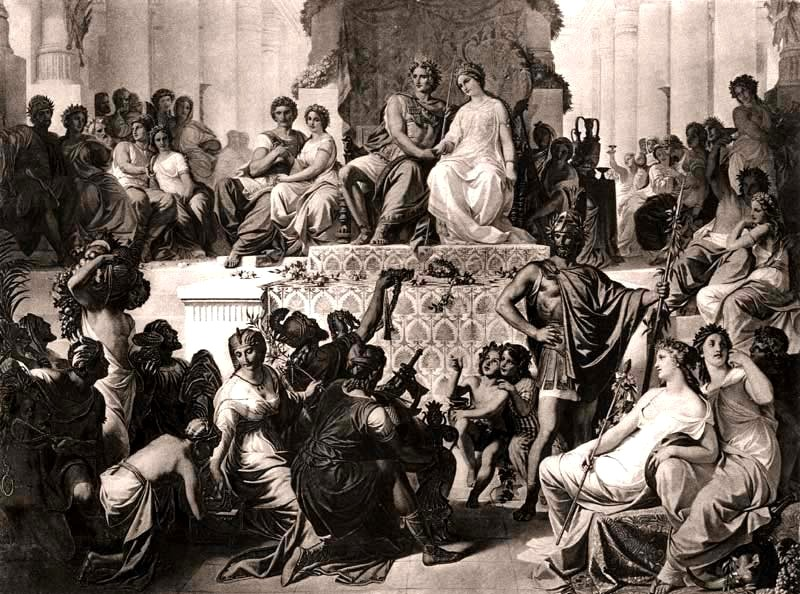
اسکندر با استاتیرا و هفستیون با خواهر استاتیرا دری‌په‌تیس در شوش ازدواج می‌کند.

ازدواج دسته‌جمعی شوش یا ازدواج‌های شوش مراسم عروسی بزرگی بود که توسط اسکندر مقدونی در سال ۳۲۴ پیش از میلاد در شهر شوش، یکی از پایتخت‌های هخامنشی، صورت گرفت.
اسکندر قصد داشت تا به صورت نمادین فرهنگ ایرانی و یونانی را با ازدواج خود با یک زن ایرانی و برگزاری جشن ازدواجی بزرگ مطابق رسومات ایرانی در کنار با افسران، که برای آن‌ها نیز همسران اصیل ایرانی در نظر گرفته بود، متحد کند. این اتحاد صرفاً نمادین نبود، زیرا فرزندان آیندهٔ آن‌ها نیز قرار بود فرزندان هر دو تمدن باشند.

## مراسم
اسکندر پیشتر با زنی به نام روشنک، دختر یک فرمانده باختری ازدواج کرده بود، اما از آنجا که چند همسری در رسوم مقدونی و ایرانی پذیرفته شده بود. بدین ترتیب اسکندر با استاتیرا (گاه به او بارسینه گفته می‌شود اما نباید با بارسینه زن ممنون رودسی اشتباه گرفته شود)، بزرگ‌ترین دختر داریوش سوم، و همچنین طبق گفته‌های اریستوبولوس، با پروشات، کوچک‌ترین دختر اردشیر سوم ازدواج کرد. او همچنین خواهر استاتیرا و دیگر دختر داریوش را به نام دری‌په‌تیس به عقد هفستیون، دوست صمیمی خود درآورد تا بدین ارتباط سببی با هفستیون نیز برقرار کند (این امر همچنین می‌تواند به رابطه نزدیک اسکندر و هفستیون مرتبط باشد). او همچنین آپاما، دختر اسپیتامن باختری را به ازدواج سلوکوس یکم درآورد و به همین ترتیب سایر لشکریانش را نیز با دختران مشهورترین مادی و پارسی، در مجموع هشتاد نفر، پیوند داد. بطلمیوس یکم سوتر نیز با آرتاکاما، دختر آرتاباز دوم ازدواج کرد.

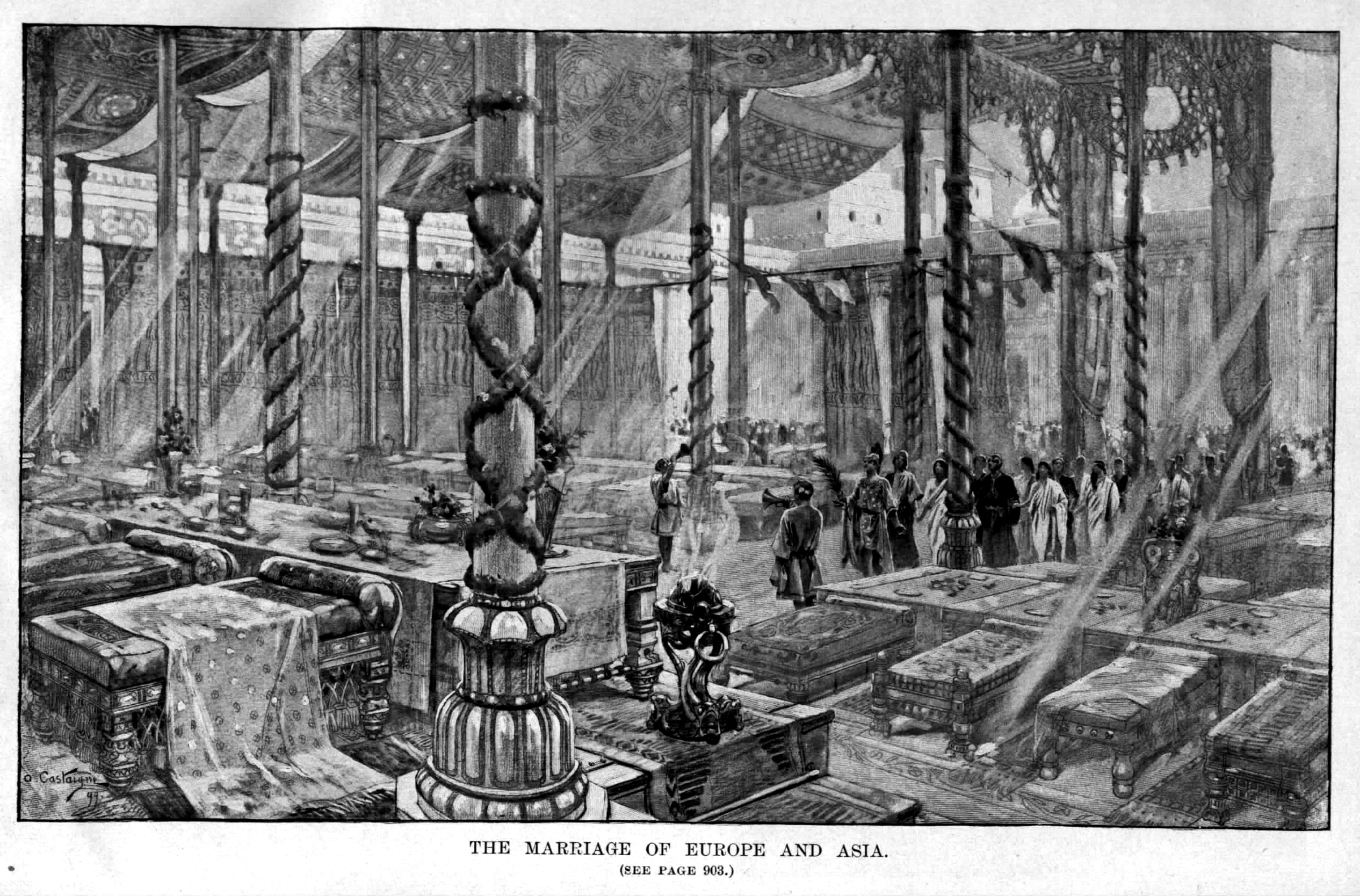
ازدواج دسته‌جمعی شوش، اثر آندره کاستنی

عروسی به سبک پارسی برگزار شد: صندلی‌ها برای دامادها به ترتیب تقدم چیده شده بودند؛ پس از سخنرانی، عروس‌ها وارد شدند و هر یک کنار دامادشان نشستند درحالی که دامادها دست عروس‌های خود را گرفته و آن‌ها را بوسیدند، اسکندر نخستین کسی بود که ازدواج کرد، زیرا همه عروسی‌ها به همین ترتیب برگزار می‌شد. سپس دامادها زنان خود را به خانه‌های خود بردند و اسکندر به هر یک از آن‌ها جهیزیه داد. او دستور داد نام تمام مقدونی‌های دیگر که پیشتر با زنان پارسی ازدواج کرده بودند ثبت شود و تعداد آن‌ها بیش از ۱۰ هزار نفر بود و اسکندر به همه آن‌ها هدیه‌هایی داد.
اسکندر با ازدواج با دختران داریوش و اردشیر، هم خود را با پارسیان می‌شناخت و هم موقعیت خود را ایمن‌تر می‌کرد. او اکنون می‌توانست ادعا کند که پسر و وارث برحق هر دو پادشاه قبلی هخامنشی است. وی همچنین خواستار مفتخر کردن هفستیون با تبدیل شدنش به باجناغ خود بود.

## سرانجام
از آنچه مقدونی‌ها دربارهٔ این ازدواج‌ها گفته‌اند این واقعیت مشهود است که اشراف همگی پس از مرگ اسکندر از همسران خود طلاق گرفتند، به جز هفستیون که پیش از اسکندر درگذشت و سلوکوس؛ بنابراین، با وجود نمونه اسکندر، مقدونی‌ها بیشتر از گذشته تمایلی به اشتراک‌گذاری با پارسیان نداشتند.